# Gonneville-sur-Scie
Gonneville-sur-Scie är en kommun i departementet Seine-Maritime i regionen Normandie i norra Frankrike. Kommunen ligger i kantonen Tôtes som tillhör arrondissementet Dieppe. År 2022 hade Gonneville-sur-Scie 548 invånare.

## Befolkningsutveckling
Antalet invånare i kommunen Gonneville-sur-Scie
| Referens: INSEE |